# Serah
Serah is een bestuurslaag in het regentschap Gresik van de provincie Oost-Java, Indonesië. Serah telt 1863 inwoners (volkstelling 2010).